# Hubert Kiurina
Hubert Michael Kiurina (* 21. August 1908 in Wien; † 26. Oktober 1994 in Salzburg) war ein österreichischer Schauspieler und Synchronsprecher.

## Leben
Der Sohn der Sängerehepaares Berta Kiurina (1882–1933) und Hubert Leuer (1880–1969) studierte an der Wiener Staatsakademie für Musik und Darstellende Kunst und gab 1934 sein Bühnendebüt. In den Folgejahren erhielt er Engagements an der Volksbühne Berlin, am Münchner Residenztheater, in Coburg, Hannover und am Staatstheater Kassel, wo er beispielsweise als Posa in Friedrich Schillers Don Carlos, als Paris in Shakespeares Troilus und Cressida sowie als Sonne in Paul Willens Bärenhäuter auf der Bühne stand. 1957 gastierte er in Salzburg, wo er vom ORF-Intendanten Gandolf Buschbeck für das österreichische Fernsehen unter Vertrag genommen wurde.
Erste Filmauftritte hatte Kiurina in dem zwischen 1940 und 1942 von Veit Harlan inszenierten Film Der große König mit Otto Gebühr. 1942 folgte Der Fall Rainer unter der Regie von Paul Verhoeven und 1943 schließlich Kiurinas erste große Rolle Karl Ritters Besatzung Dora. Obwohl es sich dabei um einen Kriegspropagandafilm handelte, wurde die Produktion 1943 verboten, da die Handlung nicht mehr dem tatsächlichen Kriegsverlauf entsprach. Emmy Göring versuchte vergebens zu Gunsten Kiurinas und seiner Karriere zu intervenieren, der mit ihrer Nichte verheiratet war.
Nach dem Zweiten Weltkrieg spielte Kiurina, der auch unter seinem zweiten Vornamen, Michael, auf Besetzungslisten zu finden ist, unter anderem in der Ganghofer-Verfilmung Die Martinsklause und in der Komödie Der Jungfrauenkrieg mit Oskar Sima in der Hauptrolle. Seit den späten 1950er Jahren übernahm er zahlreiche Gastrollen in Fernsehserien wie Kommissar Brahm, Gewagtes Spiel, Das Kriminalmuseum und der französischen Serie Miss mit Danielle Darrieux in der Hauptrolle.
Neben verschiedenen Einsätzen als Sprecher für den Hörfunk arbeitete Kiurina auch als Synchronsprecher und lieh unter anderem Wilfrid Lucas in der unter dem Titel Dick und Doof als Studenten erfolgten deutschen Erstsynchronisation von In Oxford seine Stimme.
Er wurde als Hubert Michael Leuer geboren und änderte 1942 offiziell seinen Nachnamen in Kiurina. Kiurina war zweimal verheiratet: die erste Eheschließung erfolgte 1941 in Berlin, die zweite 1964 in Innsbruck. Bestattet wurde er auf dem Kommunalfriedhof der Stadt Salzburg.

## Filmografie (Auswahl)
- 1940/42: Der große König
- 1942: Der Fall Rainer
- 1943: Besatzung Dora
- 1951: Die Martinsklause
- 1957: Jungfrauenkrieg
- 1964: Die Dame mit dem Spitzentuch
- 1966: Üb immer Treu nach Möglichkeit – Diamantenraub

## Hörspiele (Auswahl)
- 1947: Das Totenschiff, SWF, nach B. Traven
- 1954: Christinas Heimreise, ORF
- 1975: Die Gefährtin, ORF/SFB, nach Arthur Schnitzler
- 1970: Der Tod des Empedokles, ORF/SFB
- 1973: Die Tochter des Brunnenmachers, ORF, nach Marcel Pagnol
- 1975: Bunbury, ORF/SFB, nach Oscar Wilde
- 1976: Die Glocken von London, ORF, nach Charles Dickens
- 1977: Philomena Maturano, ORF
- 1977: Absolute Geheimhaltung, ORF
- 1978: Das Zimmer, ORF
- 1979: Das Testament des Hundes, ORF
- 1983: Fasching, OF
- 1990: Kampl, ORF/SFB
- 1990: Wieder einmal Wien, WDR
- 1991: Die größere Hoffnung, ORF, nach Ilse Aichinger
- 1992: Der ewige Spießer, ORF, nach Ödön von Horváth